# ATP Challenger Budaörs
Der ATP Challenger Budaörs (offiziell: Stella Artois Clay Court Championships) war ein Tennisturnier, das zwischen 2001 und 2005 in Budaörs, Ungarn, stattfand. Es gehörte zur ATP Challenger Tour und wurde im Freien auf Sand gespielt. Ignacio González King gewann mit je einem Titel in Einzel und Doppel am häufigsten das Turnier.

## Liste der Sieger

### Einzel
| Jahr | Sieger                | Finalgegner            | Ergebnis      |
| ---- | --------------------- | ---------------------- | ------------- |
| 2005 | Boris Pašanski        | Vasilis Mazarakis      | 6:3, 6:2      |
| 2004 | Ignacio González King | Gabriel Trujillo Soler | 6:4, 6:4      |
| 2003 | Tomáš Berdych         | Iwajlo Trajkow         | 6:2, 6:3      |
| 2002 | Diego Moyano          | Jiří Vaněk             | 4:6, 6:3, 6:4 |
| 2001 | Juan Ignacio Chela    | Werner Eschauer        | 7:5, 6:1      |

### Doppel
| Jahr | Sieger                                       | Finalgegner                     | Ergebnis       |
| ---- | -------------------------------------------- | ------------------------------- | -------------- |
| 2005 | Amir Hadad Harel Levy                        | Adam Chadaj Stéphane Robert     | 6:4, 6:77, 6:3 |
| 2004 | Ignacio González King Gabriel Trujillo Soler | Ota Fukárek Stéphane Robert     | 6:4, 4:6, 7:63 |
| 2003 | Leonardo Azzaro Gergely Kisgyörgy            | Tomáš Berdych Michal Navrátil   | 7:5, 4:6, 6:3  |
| 2002 | Hermes Gamonal Adrián García                 | Jiří Vaněk Robin Vik            | 6:3, 0:6, 6:3  |
| 2001 | Petr Dezort Radomír Vašek                    | Sergio Roitman Andrés Schneiter | 6:3, 5:7, 7:66 |